# سيدني أوليفييه
سيدني أوليفييه (1 مارس 1870 في المملكة المتحدة - 21 يناير 1932 في المملكة المتحدة) (بالإنجليزية: Sidney Olivier)‏ هو لاعب كريكت بريطاني وبريطاني (وحمل سابقاً جنسية المملكة المتحدة لبريطانيا العظمى وأيرلندا). لعب مع نادي مقاطعة هامبشاير للكريكت ‏.

## وصلات خارجية
- سيدني أوليفييه على موقع إي آس بي آن كريك إنفو (الإنجليزية)